# Тепегоз
Тепегоз (тур. Tepegöz) је легендарно биће турске митологије које на челу има само једно око и представља врсту киклопа. Он је људождер који се појављује у Књизи Деде Коркута, чувеној епској причи о Турцима Огузима.

## Етимологија
У турским језицима тепе значи високо/брдо, а гоз око.

## У књижевности
У првом поглављу Књиге Деде Коркута непријатељске снаге нападају земље Огуза (Азербејџан и Турска). Када се локални сељани Огуза повуку, Арузов син остаје иза. Лав га проналази и брине се о њему. Арузов син постаје дивљи човек, напада коње и пије им крв. Он је пола човек и пола лав. Једног дана, ловци га ухвате и предају Арузу (оцу) да му дозволи да подигне сина. Након неког времена, његов син схвата да је човек. Деде Коркут му даје часно име - Басат (Бас значи прождирати, сломити. Код значи коњ.).
Годинама касније, пастир Огуза угледао је нимфу која се породила неколико дана касније. Пастир налази монструозно дете. Уплашен је и бежи. Бајандур хан (један од Огуз канова) проналази одојче, а док га гледа, појављује се пукотина у гомили меса. Унутра се појављује једнооки дечак. Аруз говори Бајандур хану: "Дозволи ми да подигнем овог чудног дечака." Бајандур га прими. Касније се то показало као највећа грешка у његовом животу. Кад једнооки дечак одрасте, одгризе комшијском детету нос и ухо. Отац га презире, терајући га даље од села. Тепегоз убија још једног човека, а ханови народа Огуз одлучују да га заувек протерају. Годинама касније, Тепегоз јача и уништава све што му се нађе на путу. Нико није у стању да га убије. Мач га не може посећи. Стрела га не може убити. Тепегозова кожа је веома тврда. Половина свих хероја Огуза умире покушавајући да убије Тепегоза.
Само један човек може да га убије, његов полукрвни брат Басат. Више користи свој мозак него своју моћ. Убио је ужасног Тепегоза ударцем у око. Затим је магичним мачем одсекао Тепегозову главу и тако спасио не само себе већ и своју нацију од терора Тепегоза.